# Michel Leiris

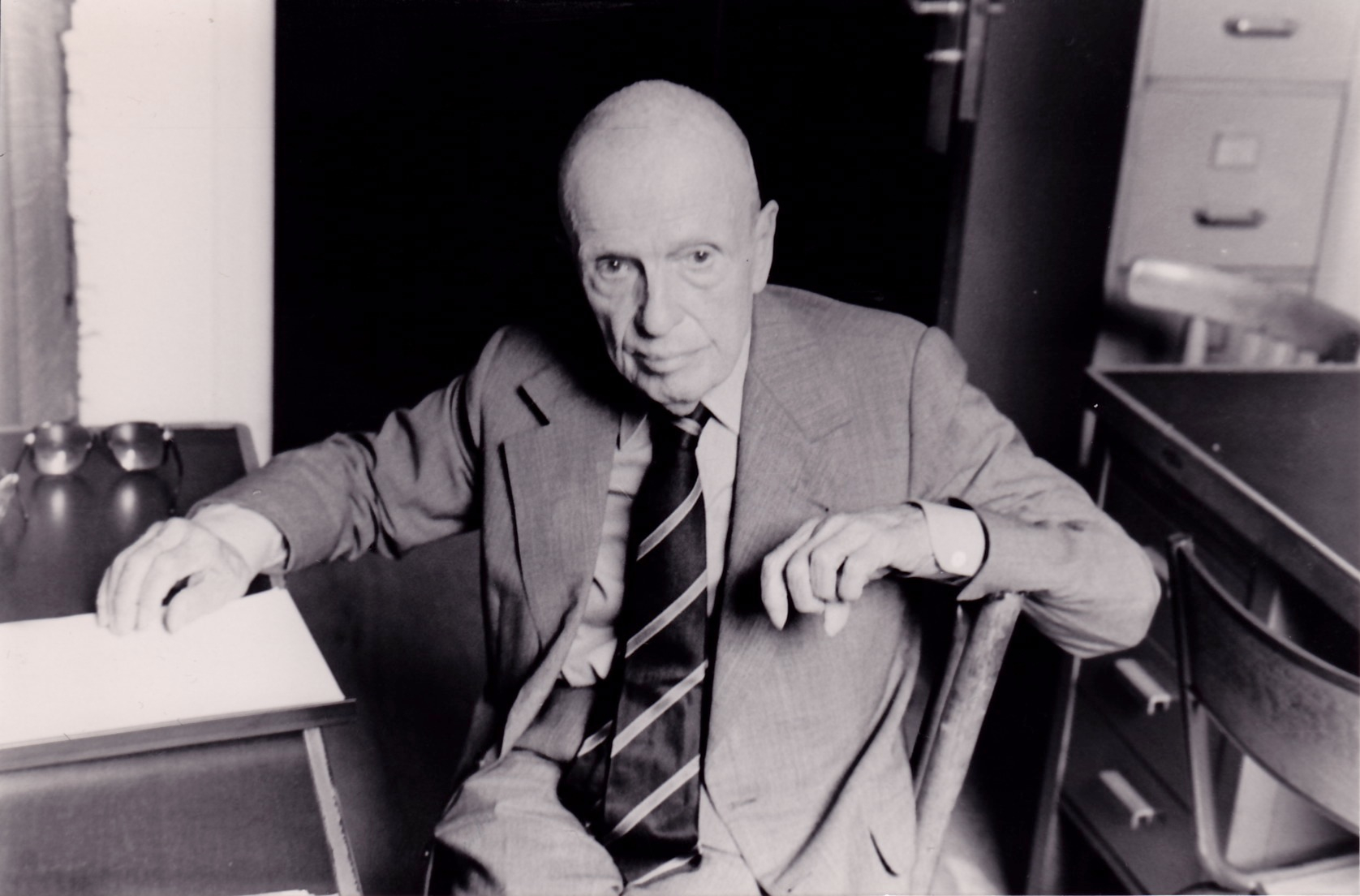
Michel Leiris.JJ.1984

Michel Leiris (París, 20 de abril de 1901 – Saint-Hilaire, 30 de septiembre de 1990) fue un escritor y etnógrafo francés.

## Trayectoria
Miembro de una familia burguesa y cultivada, Leiris estudió en el Lycée Janson de Sailly de París y se licenció en filosofía en 1918. Luego, tras un breve intento de estudiar química, desarrolló un fuerte interés por la poesía y el jazz. Entre 1921 y 1924, Leiris conoció a un importante número de destacadas figuras como Max Jacob, Georges Henri Rivière, Jean Dubuffet, Robert Desnos, Georges Bataille así como a André Masson que pronto se convirtió en su mentor. 
A través de Masson, Leiris se convirtió en miembro del movimiento surrealista, colaborando en La Révolution surréaliste. Publicó Simulacre (1925) y Le Point Cardinal (1927). En 1926 contrajo matrimonio con Louise Godon, hijastra del marchante de Picasso, Daniel-Henri Kahnweiler, y viajó a Egipto y Grecia.
Después de un enfrentamiento con André Breton en 1929, Leiris se unió al equipo de Georges Bataille como subdirector del periódico surrealista Documents en el que contribuyó de forma regular con diversos artículos. Participó también en la misión etnográfica conocida como Dakar-Djibouti como secretario del director de la misión, Marcel Griaule. A partir de esta experiencia publicó su primer libro importante, L'Afrique Fantomê, en el que se combinaban el estudio etnográfico con la autobiografía, y rompía con el estilo tradicional de escritura de las obras de etnografía. A su regreso, empezó a trabajar como etnógrafo en el Musée de l'Homme, cargo que desempeñó hasta 1971.
En 1937, junto con Bataille y Roger Caillois, fundó el Collège de Sociologie, en respuesta a la situación internacional del momento. Involucrado cada vez más en política, participó en 1945 en una destacada misión a Costa de Marfil cuyos informes sirvieron para la supresión de la esclavitud en las colonias francesas. Leiris se vio envuelto en diversos temas políticos, como la guerra de Independencia de Argelia, y fue uno de los primeros en firmar un manifiesto a favor de la lucha contra los poderes coloniales en ese país africano.
En 1961 fue nombrado director del C.N.R.S. (Centre national de la recherche scientifique) y publicó numerosos textos críticos de artistas a los que admiraba, como Francis Bacon del que era amigo íntimo. Considerado como una de las figuras más destacadas de la literatura francesa del siglo XX, Leiris dejó numerosas obras en los más variados estilos: desde la autobiografía a la crítica musical, pasando por los trabajos científicos.

## Obras
- 1925 - Simulacre
- 1927 - Le Point Cardinal
- 1934 - L'Afrique Fantôme
- 1939 - L'Age d'Homme
- 1943 - Haut Mal (poemas)
- 1946 - Aurora
- 1948 - Biffures (La Règle du Jeu - I)
- 1955 - Fourbis (La Règle du Jeu - II)
- 1958 - La Possession et ses aspects théatraux chez les Éthipien du Gondar
- 1961 - Nuits sans nuits et quelques jours sans jour
- 1964 - Grande fuite de neige
- 1966 - Fibrilles (La Règle du Jeu - III)
- 1967 - Afrique Noire: la Création Plastique (en colaboración con Jacqueline Delange)
- 1969 - Cinq études d'ethnologie
- 1969 - Mots sans Mémoire (compilación de textos poéticos)
- 1971 - André Masson, "Massacres" et autres dessins
- 1974 - Francis Bacon ou la vérité criante
- 1976 - Frêle Bruit (La Règle du Jeu - IV)
- 1978 - Alberto Giacometti
- 1980 - Au verso des images
- 1985 - Langage tangage
- 1987 - Francis Bacon
- 1988 - A cor et à cri
- 1989 - Bacon le hors-la-loi
- 1992 - Zébrage
- 1992 - Journal 1922-1989
- 1994 - Journal de Chine
- 1996 - Miroir de l'Afrique (recopilatorio póstumo de sus principales trabajos sobre África)

## Traducciones españolas
- La literatura considerada como una tauromaquia, Tusquets 1976
- Joan Miro, litógrafo (T.1), Ediciones Polígrafa, 1972 ISBN 978-84-343-0086-6
- Poesía, Visor Libros (1984), ISBN 978-84-7522-177-9
- África negra. La creación plástica, Aguilar 1967 ISBN 978-84-03-38009-7, con Jacqueline Delange
- Huellas, Fondo de Cultura Económica, 1988.
- El África fantasmal: de Dakar a Yibuti (1931-1933), Pre-Textos, 2007 ISBN 978-84-8191-831-1
- Edad de hombre Laetoli 2005 ISBN 978-84-933698-7-3
- Francis Bacon, Ediciones Polígrafa, 2008, ISBN 978-84-343-1189-3
- Espejo de la tauromaquia, Arena 2013 ISBN 978-84-15757-03-0